# Späte drei Reiche Koreas

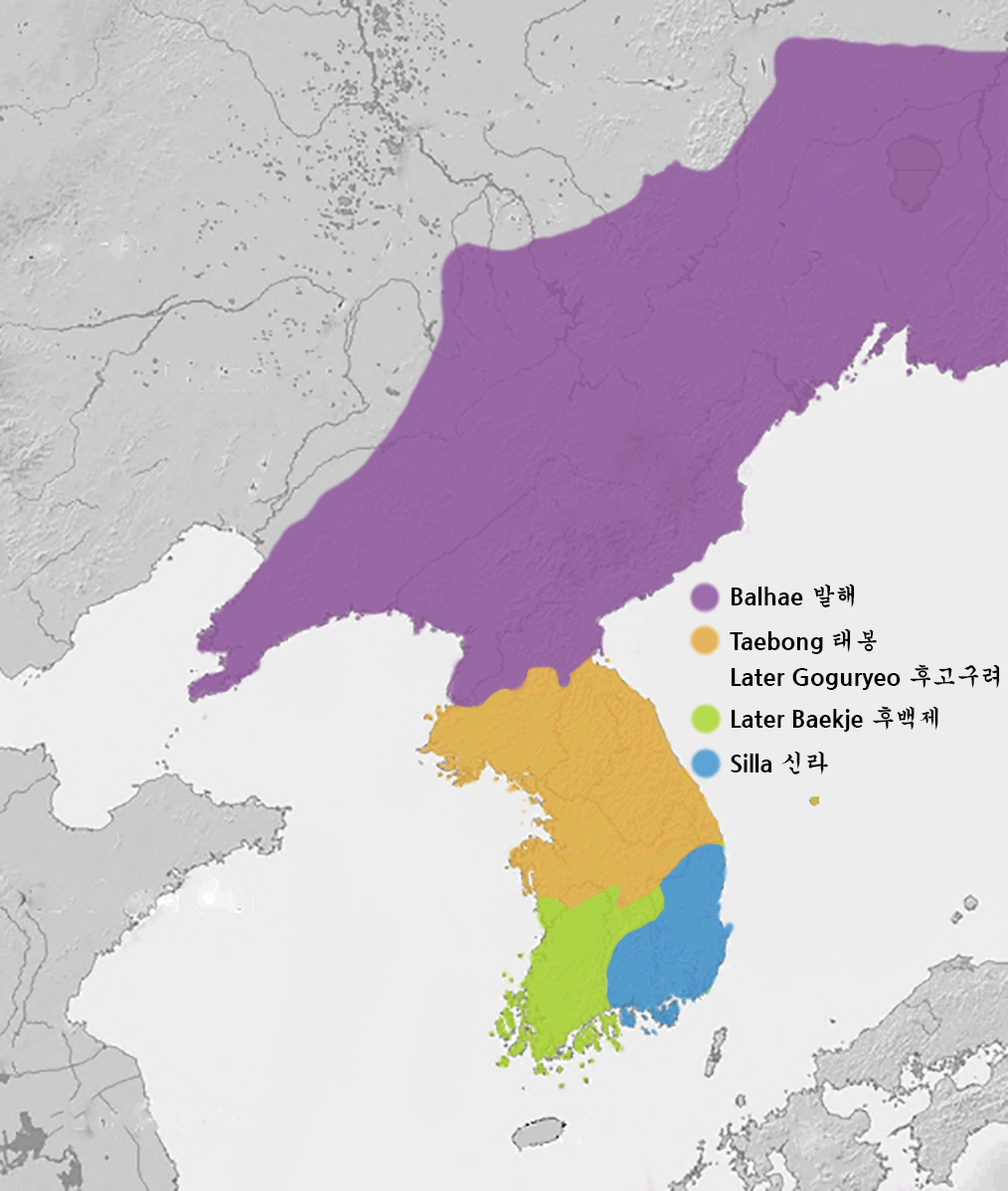
Korea zur Zeit der späten drei Reiche im Jahr 915

Die Späten Drei Reiche von Korea (892–936) bestanden aus Silla, Hubaekje („Spätes Baekje“) und Hugoguryeo („Spätes Goguryeo“, gefolgt von Goryeo). Die beiden letzteren Reiche sahen sich in der Nachfolge der Drei Reiche von Korea, die durch Silla vereinigt wurden, obwohl Hugoguryeo wenig mit Goguryeo zu tun hat. Diese Periode ging aus Konflikten während der Regierungszeit Königin Jinseongs von Silla hervor. Sie wird meist für die Zeit zwischen Gründung Hubaekjes durch Gyeon Hwon und der Vereinigung der Halbinsel durch Goryeo verwendet.

## Vorgeschichte
Im 9. und 10. Jahrhundert wurde Silla von Krisen erschüttert, welche mit dem golpum, dem „Knochenrangsystem“, zusammenhingen. In diesem rigiden Klassensystem konnten nur Angehörige der Oberschicht in ein hohes Amt berufen werden. Das System wurde von der regierenden Königsfamilie zur Absicherung ihrer Macht genutzt, was in der Spätzeit Sillas für Unfrieden sorgte. Der Landadel namens hojok (Hangeul: 호족, Hanja: 豪族), d. h. der mittlere Adel oder Dorfvorsteher, baute seine Macht in dieser chaotischen Zeit aus, indem er eigene Armeen zusammenstellte und seine Kräfte bündelte. Die Unzufriedenheit im Adel nahm nach dem Tod von König Hyegong zu, denn es kam zu einem Nachfolgestreit und Machtkämpfen unter den hojok. In diesen politisch gespannten Zeiten war auch die finanzielle Lage Sillas getrübt. Das Besteuerung war ohne die Zusammenarbeit der Adligen erschwert. Als Folge davon litten die Bauern stark unter den Steuern. 899, im dritten Regierungsjahr von Königin Jinseong, lehnten sie sich auf. Verschiedene Erhebungen und Aufstände fanden in den folgenden hundert Jahren statt, was zu Sillas Untergang führte.

## Hubaekje und Hugoguryeo
Als Silla im Niedergang begriffen war, führte Gyeon Hwon, einer seiner früheren Generäle, Rebellentruppen an, welche die Provinzhauptstadt von Mujinju (Hangeul: 무진주, Hanja: 武珍州), heute Gwangju, im Jahr 892 belagerten. Er eroberte danach die südwestlichen Regionen und im Jahr 900 rief sich Gyeon Hwon zum König von Hubaekje („spätes Baekje“) aus, das Baekjes Ruhm wiederherstellen sollte. Seine Hauptstadt richtete er in Wansanju (Hangeul: 완산주, Hanja: 完山州), heute Jeonju, ein. Sein Königreich baute er weiter aus.
Gungye aus Silla könnte selbst königlicher oder adliger Herkunft sein. Erst war er ein buddhistischer Mönch, doch bald beteiligte er sich an den politischen Aufständen und wurde Anführer mehrerer Truppen. Er eroberte viel Land. Seinen Stützpunkt richtete er 895 mit der Unterstützung örtlicher Anführer, darunter General Wang Geon, dem späteren König Taejo, in Myeongju (Hangeul: 명주, Hanja: 溟州), heute Gangneung, ein. Im Jahr 901 gründete Gungye Hugoguryeo, dessen Name er 904 in Majin änderte. Er verlegte die Hauptstadt nach Cheorwon. 911 änderte er den Namen in Taebong.

## Vereinigung der drei späten Reiche
Obwohl Hubaekje aufgrund seiner fruchtbaren Felder und diplomatischer Kontakte zu China zu Beginn über das größte Potenzial verfügte, wurde Hugoguryeo bald das mächtigste der drei Königreiche. Es baute sein Territorium aus, bis es unter Gungye und General Wang Geon fast drei Viertel der Halbinsel umfasste. Im Laufe der Zeit begann Gungye jedoch sich als Maitreya-Buddha bezeichnen zu lassen und in Despotismus zu verfallen. 918 wurde er von Wanggeon gestürzt. Dieser begründete eine neue Dynastie namens Goryeo (고려) und verlegte im folgenden Jahr die Hauptstadt nach Songak (송악, 松嶽), dem späteren Kaesŏng (개성). Nun bestand eine neue Dreiheit aus Goryeo, Baekje und Silla.
Diese drei Königreiche befanden sich in einem dauernden Machtkampf, obwohl in der Zwischenzeit Silla zu einem schwachen Staat herabgesunken war und kaum eine Gefahr für die anderen beiden Reiche darstellte. Während Hubaekje in die Offensive ging, legte Wanggeon von Goryeo ein größeres Gewicht auf Diplomatie, was ihn bei Silla beliebt machte. Der Konflikt zwischen Hubaekje und Goryeo wurde nahe dem Territorium von Silla ausgetragen, da beide Kontrahenten sich mehr Macht in der Region verschaffen wollten. Hubaekje griff 927 zuerst Gyeongju, die Hauptstadt von Silla, und schlug dann die Goryeo-Armee. Goryeo machte die Niederlage wett, indem es 930 die Schlacht von Gochang gewann und 934 das Territorium von Woongjin wiedererlangte.
Im Jahr 935 kapitulierte Gyeongsun, der König des stark geschwächten Silla, gegen Goryeo. Zu diesem Zeitpunkt war auch das kriegsmüde Hubaekje durch innere Machtkämpfe zusätzlich geschwächt. Gyeon Hwon ernannte seinen jüngsten Sohn Geumgang zum Erben, doch seine andere Söhne (von einer früheren Frau) verbündeten und wehrten sich. Gyeon Hwons ältester Sohn Singeom kam auf den Thron und Gyeon Hwon wurde in den Geumsan-Tempel verbannt. Er entkam später Goryeo und schloss sich Wanggeons Armee an, um das von ihm gegründete Reich anzugreifen. Hubaekje fiel 936 an Goryeo und die Halbinsel wurde dadurch wiedervereinigt.